# Modrá hvězda (České Budějovice)
U Modré hvězdy byl zájezdní hostinec v Českých Budějovicích na Lineckém předměstí (u tehdejší křižovatka ulic Linecká a Hardtmuthova, dnes Lidická a Mánesova), který byl navštěvován především příchozími do centra města ve směru od Českého Krumlova.

## Historie
Budova byla postavena v 1. polovině 19. století. Původně se jednalo o izolovanou stavbu s hospodářským zázemím, k níž se před polovinou 19. století přimkly další objekty. Svůj název získala dle v Čechách značné oblíbenosti hotelů a penzionů Modrá hvězda. V letech 1833-1895 byl provozovatel hotelu a hostince Jan Zeis.
Od roku 1882 byl v domě také obchod se smíšeným zboží a koření, včetně mlýnských výrobků z blízkého mlýna.
V roce 1891 založil v hotelu baron Leonhardi martinistický kroužek a od roku 1895 se zde scházela oficiální martinistická lóže. Při založení měla 10 členů, mezi kterými byl i Julius Zeyer. Lóže zde působila až do 1. světové války, kdy byla přesunuta do Prahy.
V roce 1905 koupil areál Modrá hvězdy (včetně přístavby modernějšího objektu s dvěma průchody do dvora) obchodník s koloniálním zbořím Jan Haidinger, který dál provozoval hostinec včetně výčepu lihovin.
Přesto, že hostinec fungoval až do 60. let 20. století, budova postupně chátrala. Nakonec byl v roce 1968 zbořen hostinec i sousední stavby z důvodu výstavby sídliště Lidická.
Samotný roh, na kterém stával hostinec zastavěn při výstavbě sídliště nebyl a místo zůstalo prázdné až do roku 2016, kdy zde bylo vybudováno administrativní centrum Piano.